# Venedigkommissionen

Medlemsstater
Observatörer
Associerade medlemsstater
Stater med specialavtal

Venedigkommissionen, formellt Europeiska kommissionen för demokrati genom lag, är ett rådgivande organ inom Europarådet, bestående av oberoende experter inom statsrätt, med inriktning på konstitutionell och internationell rätt. Kommissionen inrättades år 1990 efter Berlinmurens fall, vid en tid då det var brådskande att bistå Central- och Östeuropa med konstitutionell expertis. Venedigkommissionen grundades och sammanträder fyra gånger per år i Venedig, Italien, därav sitt informella namn. Den har totalt 58 medlemsstater, inklusive de 47 medlemsstaterna i Europarådet. Från och med februari 2002 är det tillåtet för andra stater än enbart europeiska att vara medlemmar i kommissionen.
Venedigkommissionens viktigaste uppgift har varit att bistå före detta kommunistiska central- och östeuropeiska stater att utveckla demokratiska styrelseskick. Kommissionen har fungerat som ett rådgivande organ när nya konstitutioner har utarbetats.

## Kompetensområden
Områden där Venedigkommissionen bistår sina medlemsstater om hur de ska utforma sin nationella rätt:
- Konstitutionell reform
- Undantagstillstånd och liknande
- Federalism och regionalism
- Internationell rätt
- Interna säkerhetsmyndigheter och beväpnade styrkor
- Skydd av grundläggande rättigheter, inklusive religionsfrihet samt mötes- och föreningsfrihet
- Minoritetsskydd och förbud av diskriminering
- Parlamentariska och rättsliga funktioner